# Tocapu

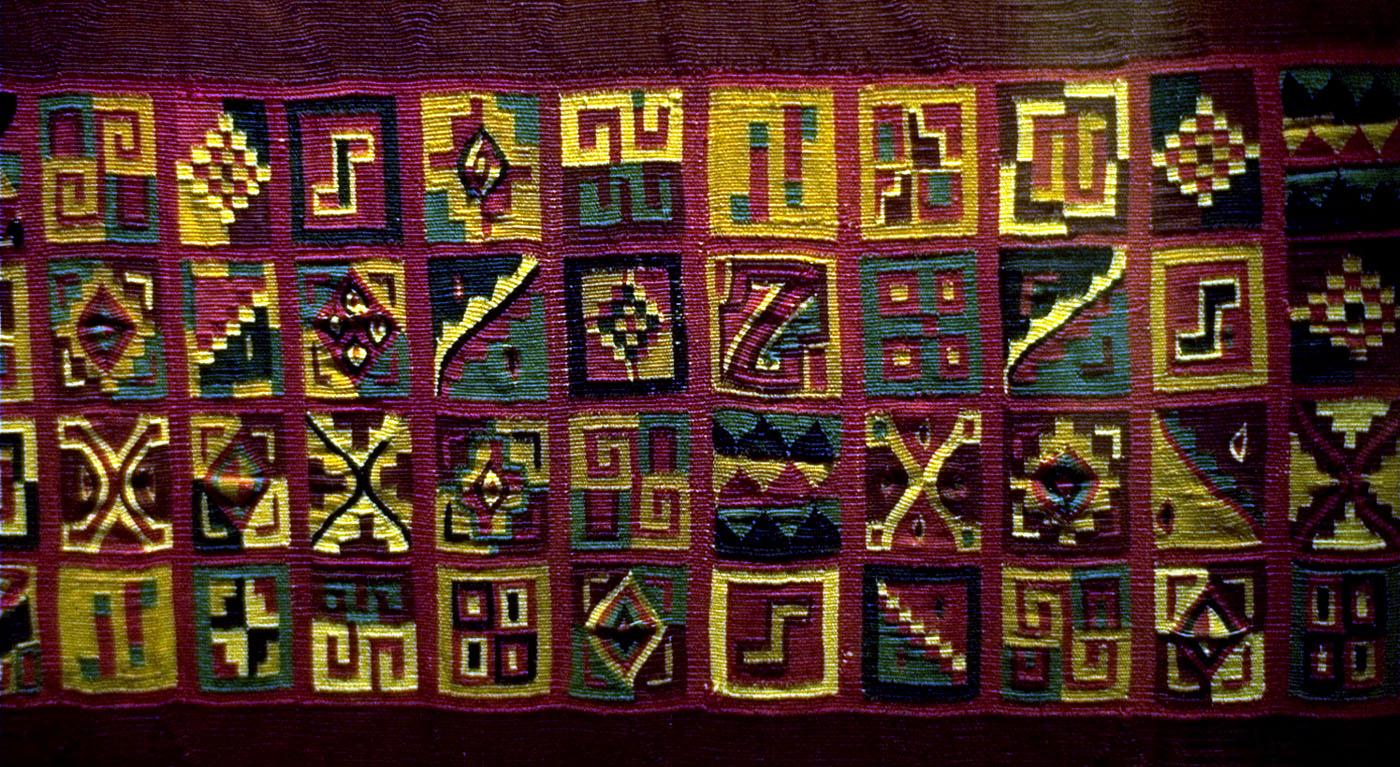
Tocapus en uncu incaico

Un tocapu o tocapo (del quechua tukapu) es un conjunto de cuadrados con decoración geométrica, generalmente policromos, que aparecen tejidos o bordados en textiles, pintados en vasijas y en los quero (vasos ceremoniales de madera), usados durante el periodo inca.
Algunos investigadores han supuesto que se trata de un sistema de comunicación gráfica prehispánica andina, una presunta “escritura perdida” de los incas. Otros investigadores han propuesto que se trataba de una especie de heráldica perteneciente a la nobleza incaica destinada a caracterizar dinastías o monarcas.
Las investigaciones sistemáticas se iniciaron con Victoria de la Jara, que fue la primera investigadora que quiso ver en este conjunto de figuras un sistema de notación escrita registrando 294 figuras con supuesto significado silábico-fonético. La teoría fue recogida por Thomas Barthel, pero redujo el catálogo de glifos a solo 24 proponiendo el desciframiento de algunos de ellos. Ambas propuestas, la de Barthel y la de Victoria de la Jara no han sido acogidas por la comunidad científica que mira con recelo y escepticismo la existencia de una “escritura perdida de los incas”. 
Desde entonces se ha trabajado en nuevos modos de interpretar dicho conjunto gráfico de gran complejidad. Investigadores de la talla de William Burns Glynn, Thomas S. Cummings, Mariusz Ziólkowski, Margarita Gentile, Mary Frame, Tom Zuidema y más recientemente Gail Silverman y Christiane Clados se han abocado a su estudio bajo distintos enfoques. Algunos con la opinión de que fuera una forma escritura fonética o semasiográfica; y otros defienden el concepto de que fueron símbolos o emblemas hieráticos que denotaban prestigio para la élite e incluso expresiones rituales.

## Etimología
"Tocapu" o "tocapo" (Toka= surgir, emanar/ Apu= montaña sagrada) en los antiguos vocabularios quechuas y aymaras parece referirse a ciertas labores de bordado en vestidos finos y trajes elaborados para la nobleza. No necesariamente se refieren a las mismas labores o símbolos bordados sino a la calidad del tejido y sus labores. Solo más tarde descripciones de John Rowe y la adopción de Victoria de la Jara para describir estos mismos gráficos han acuñado el término para estas representaciones extendiéndolas a las que aparecen en los keros y en la cerámica. Thomas S. Cummings insiste en que no se debe limitar al tocapu al medio textil sino que es un gráfico usado en múltiples superficies y que se refiere generalmente a lo sagrado.

## Intentos de desciframiento
Victoria de la Jara (1967, 1970) afirmó en sus estudios sobre los diseños que denominó tocapus que se trataba de una escritura logográfica. Según ella cada signo significa una palabra y era posible que fuera leída por individuos de cualquier lengua. Por su parte Thomas Barthel (1970) redujo el catálogo de signos a solo 24 y afirmó que se trataba de una escritura de palabras, no de letras ni de sílabas coincidiendo con De la Jara. Sin embargo ambos investigadores no pudieron probar, ante la comunidad científica, como habían descifrado algunos de aquellos glifos como “Atahualpa” por Victoria de la Jara y “Viracocha” y “Vilcabamba” por Barthel quedando sus estudios en el terreno de la conjetura.

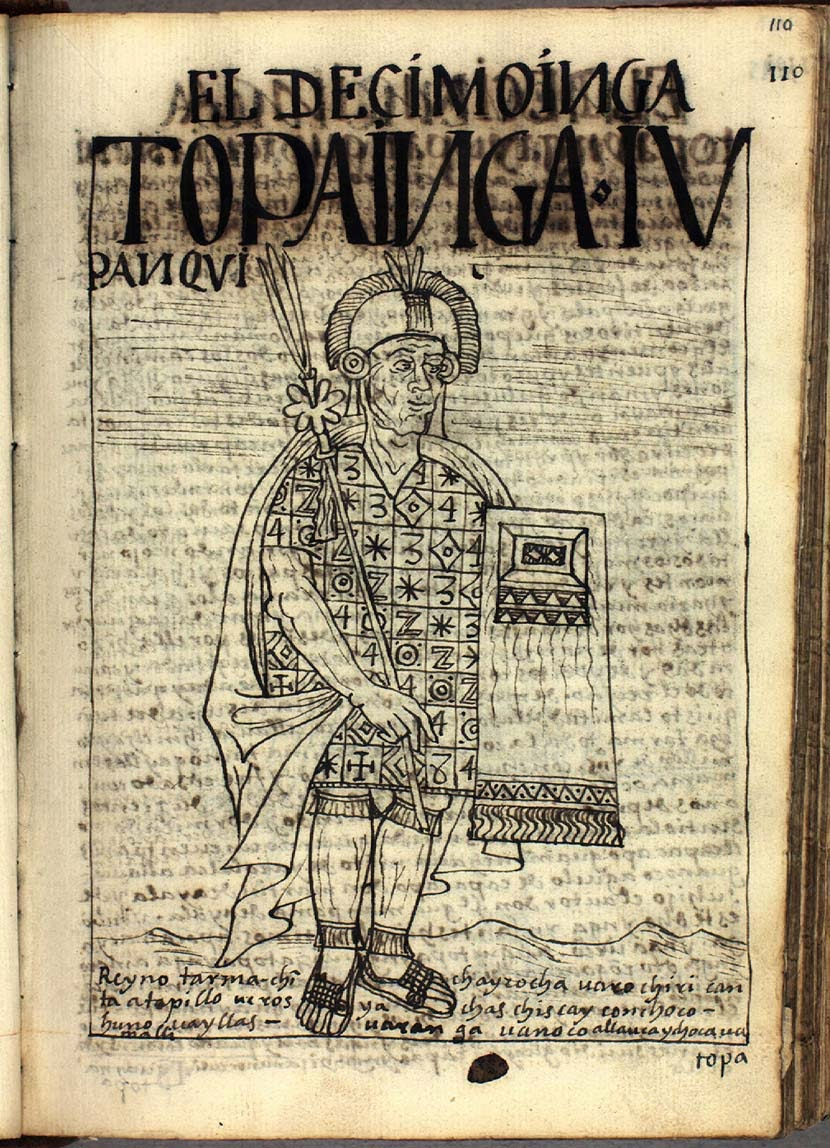
Dibujo de Guaman Poma de Ayala donde se representa al inca Tupac Yupanqui portando vestimenta con tocapus mezclando símbolos con números arabigos.

En 1979 el ingeniero norteamericano William Burns Glynn en su artículo “La Escritura Secreta de los Incas” propuso un sistema que se apartaba de las teorías de De la Jara y Barthel. Tomando como punto de partida la crónica de Guaman Poma de Ayala observó que en las figuras de gobernantes incas que este cronista dibujó en su obra Primer nueva corónica y buen gobierno aparecían tocapus en los que se combinaban signos con números arábigos. 

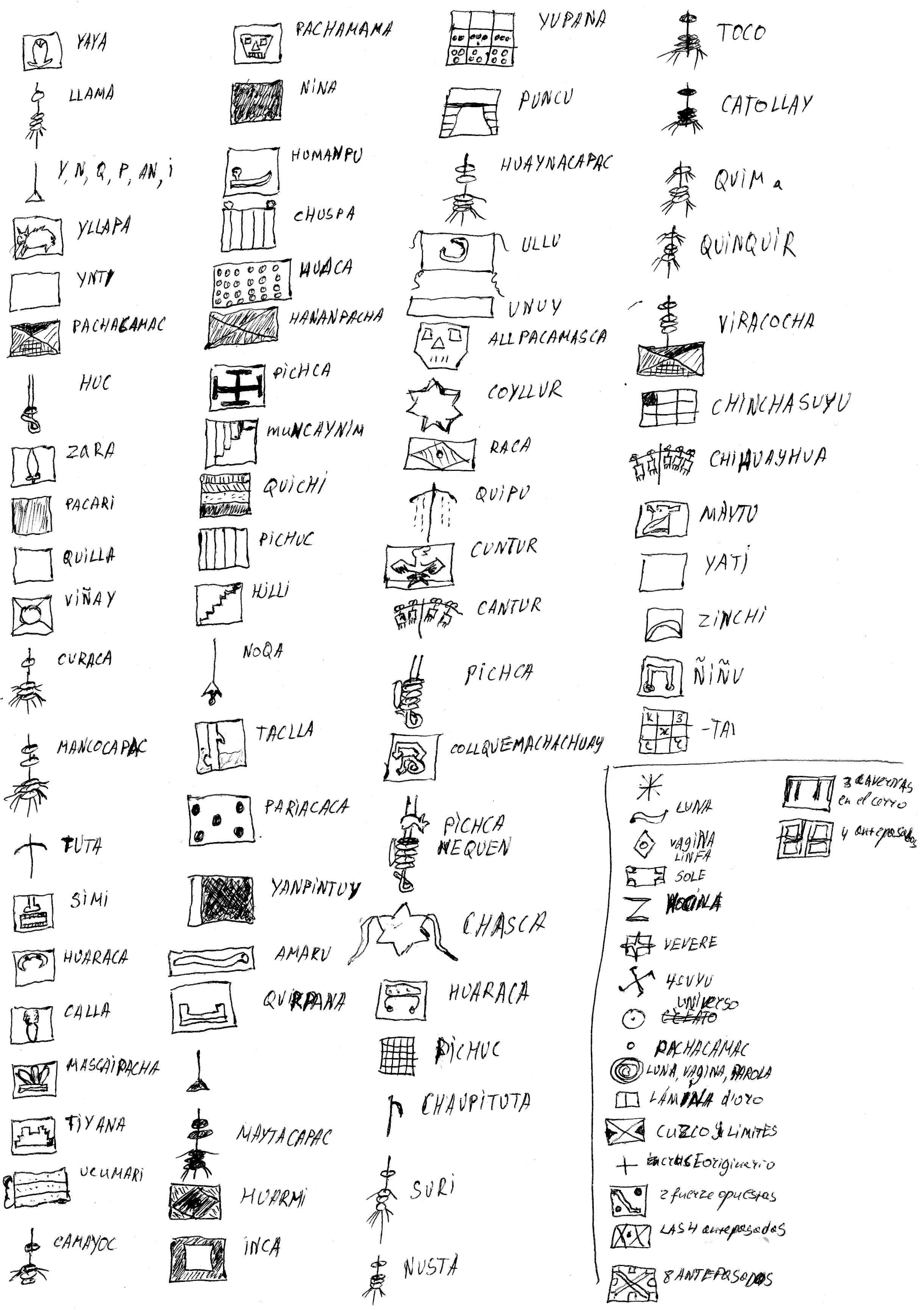
Interpretación propuesta para algunos de los símbolos.

Tuvo la idea de que el significado de estos símbolos tenía que ver con su sistema decimal de contabilidad y reemplazó los números del uno al diez con su respectivo signo y significado en quechua con el que obtuvo, después de eliminar las vocales, un alfabeto consonántico con el que logró polémicos desciframientos. Este sistema no pudo ser probado o demostrado en piezas originales debido a sus limitaciones lingüísticas y criptográficas y, por ende, no fue acogido por la comunidad científica.
El arquitecto colombiano Jaime Salcedo Salcedo se propuso corregir estos vacíos y en un estudio que se prolongó por 25 años llegó a siete principios o “claves” de desciframiento en su obra: “Los Jeroglíficos Incas: introducción a un método para descifrar tocapus-quillca” en el que afirmaba, tomando como ejemplo el Quero 7511 del Museo de América de Madrid, que cada tocapu o “quillca” como los llama, no representa palabras sino textos completos en una combinación de ideogramas con fonogramas atendiendo a los colores cuyos atributos forman parte de su significado.
En ese sentido Mariusz Ziółkowski, también gracias al estudio de los queros, parece identificar una correspondencia entre las escenas pintadas y los tocapus en el mismo vaso lo cual, propone, que algunos de aquellos signos parecen identificar a los personajes representados.
Recientemente los estudios de Gail Silverman y Mary Frame parecen retomar el sendero dejado por Victoria de la Jara pero desde la perspectiva etnográfica, atendiendo a las comunidades de tejedores. Gail Silverman, gracias a su prolongado trabajo de campo en la comunidad Q´ero del Cusco, llegó a considerar el significado de algunos de esos símbolos con un significado cosmológico que la autora considera un evidente vestigio de una escritura prehispánica. 
En otra dirección se dirigen los estudios de Tom Zuidema que sugiere el carácter heráldico de los tocapus a partir del estudio de la crónica de Guaman Poma en cuyos dibujos observa que los incas correspondientes a la dinastía de Hanan Cusco poseen mayor cantidad de tocapus en sus vestimentas que los de la dinastía Hurin. Esta conclusión es apoyada por Peter Eeckhout y Nathalie Danis en relación con las pinturas coloniales de personajes incas que lucen tocapus como emblemas o símbolos de prestigio dinástico.
Margarita Gentile califica estas interpretaciones como alóctonas y persiste en enfocar el tema desde las comunidades nativas y desde las ofrendas colocadas en los rituales de sacrificio humano.
Thomas Cummins vincula los tocapus con un evidente contenido religioso negando que dichos motivos sean exclusivos del arte textil sino que se extenderían a diversos soportes con igual carga simbólica totalmente diferente del quipu al anotar que el tocapu, en las referencias de las crónicas, siempre aluden a un contenido religioso y no como un sistema de registro.